# Герб Рави-Руської
Герб Рави-Руської — символ міста Рави-Руської. Затверджений 8 червня 2010 року рішенням сесії міської ради. 
Автор проєкту — А. Гречило.

## Опис
У синьому полі срібна міська брама з трьома вежами та відкритими золотими воротами, в яких золотий кадуцей.

## Історія
Основою для сучасного герба став сюжет з печаток міста з XVIII–ХІХ ст. із зображенням брами з трьома вежами. Доповнений жезлом Меркурія  — кадуцеєм, який символізує виникнення Рави-Руської на історичному торговельному шляху та теперішнє розташування біля державного кордону і знаходження тут митниці.